# Jemčina
Jemčina (německy Gestütthof) je malá vesnice, část obce Hatín v okrese Jindřichův Hradec v Jihočeském kraji. Nachází se asi 1,5 kilometru jihozápadně od Hatína. Ve vsi se nachází lovecký zámek Jemčina, místo Černínských parforsních honů. Je zde evidováno 19 adres. V roce 2011 zde trvale žilo 27 obyvatel.
Jemčina leží v katastrálním území Hatín o výměře 28,11 km².

## Historie
První písemná zmínka o vesnici pochází z roku 1384.

## Obyvatelstvo
| Rok            | 1869 | 1880 | 1890 | 1900 | 1910 | 1921 | 1930 | 1950 | 1961 | 1970 | 1980 | 1991 | 2001 | 2011 | 2021 |
| -------------- | ---- | ---- | ---- | ---- | ---- | ---- | ---- | ---- | ---- | ---- | ---- | ---- | ---- | ---- | ---- |
| Počet obyvatel | 115  | 134  | 118  | 149  | 168  | 212  | 163  | 107  | 95   | 105  | 72   | 56   | 35   | 27   | 31   |
| Počet domů     | 11   | 12   | 11   | 12   | 12   | 14   | 17   | 18   | 14   | 14   | 15   | 17   | 14   | 13   | 14   |

## Obecní správa
Při sčítání lidu v letech 1850–1879 Jemčina byla osadou obce Polště v okrese Jindřichův Hradec. Od roku 1880 je částí obce Hatín v okrese Jindřichův Hradec.

## Pamětihodnosti
- zámek Jemčina
- socha svatého Šebestiána
- socha svaté Tekly
- venkovská usedlost čp. 13
- zámecký park Jemčina
- 200 let stará lipová alej
- Jemčinská lípa – památný strom s obvodem 8,5 metru zaniklý roku 2006
- Veledub – památný strom, největší dub Třeboňska s obvodem přes 8,5 metru